# Zellwegers syndrom
Zellwegers syndrom är ett ovanligt syndrom som beror på avsaknad av peroxisomer. Dessa är speciella organeller i cellen som neutraliserar toxiska substanser. Det drabbade barnet har både ögonskador (retinopati) och ett karaktäristiskt utseende med hög panna, stor främre fontanell, mongolveck, lågt placerade öron och liten haka. Man tror även att samtliga med syndromet har hörselnedsättning.
Man räknar med att det föds ett barn på 140000 med syndromet, vilket innebär att det i snitt föds ett barn vartannat år med syndromet i Sverige. 
Barn med Zellwegers syndrom har ofta mycket slappa muskler, vilket ibland leder till att de inte kan röra sig. Det leder också ofta till att de får svårigheter att suga och svälja. De har ofta låg födelsevikt och är kortare än normalt. Barnen lider ofta av kramper och får en försenad motorisk och mental utveckling. Förutom näthinneförändringar återfinns grå starr och andra ögonförändringar hon många barn.
Andra mindre vanliga symtom kan vara: leversjukdomar, punktformiga förkalkningar i broskförstadierna i skelettets tillväxtzoner och njurcystor.
Det är ovanligt att barnet blir äldre än 6 månader. Det finns dock vissa fall där barnen tycks ha en mildare variant av syndromet. 
Syndromet är uppkallat efter barnläkaren och professorn Hans Zellweger.